# Jean Cluseau-Lanauve
Jean Cluseau-Lanauve, né le 7 novembre 1914 à Périgueux et mort le 7 février 1997 à Antonne-et-Trigonant est un artiste peintre, graveur et lithographe français. Il est considéré comme un artiste significatif de l'École de Paris.

## Biographie

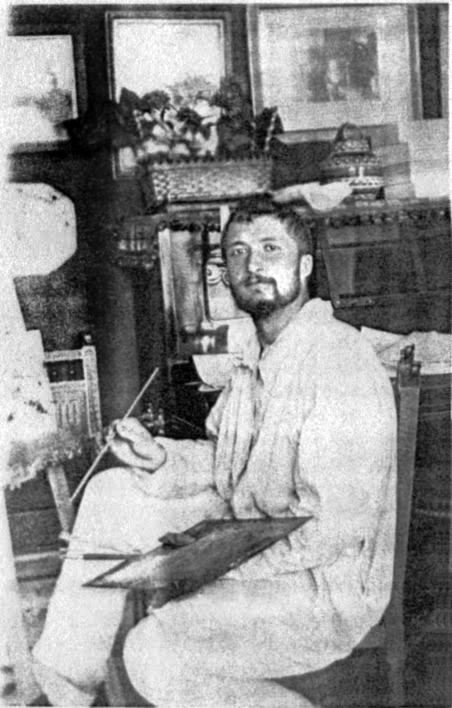
André Devambez.

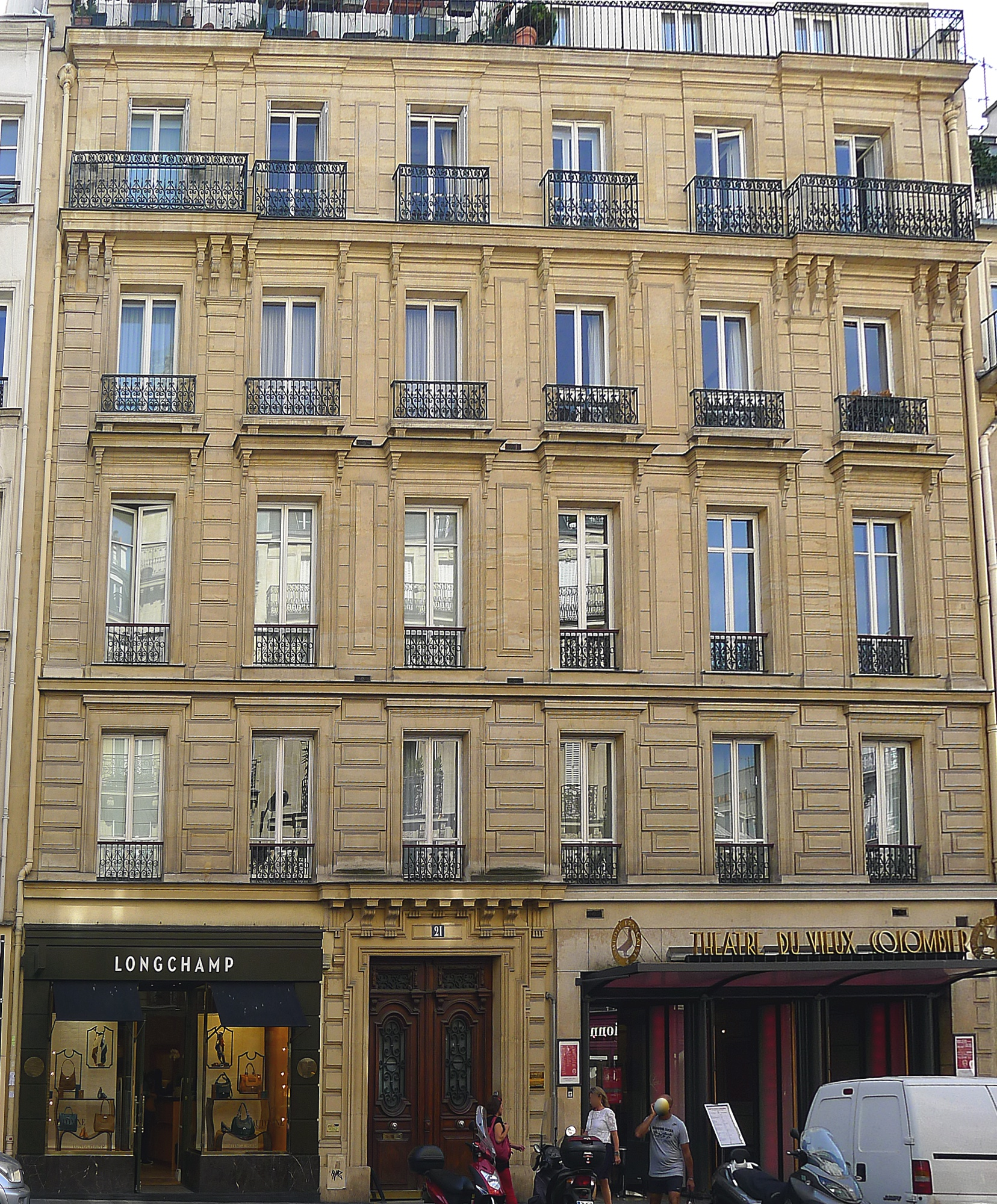
Rue du Vieux-Colombier, no 21.

Jean Cluseau-Lanauve effectue ses études au lycée de sa ville natale où son talent pour le dessin est remarqué. Ses parents apprécient et favorisent sa vocation. Il est étudiant aux Beaux-Arts de Paris entre 1933 et 1937 dans les sections de peinture (atelier d'André Devambez) et de lithographie, et complète ses études en fréquentant les Académies de Montparnasse. Il s’installe définitivement à Paris, au 21, rue du Vieux-Colombier dans le 6e arrondissement, dans un atelier de peintre donnant sur la cour du Théâtre du Vieux Colombier. Il reste néanmoins très attaché à son Périgord natal et à ses couleurs qui inspirent une partie de ses œuvres, étant entre autres membre de la Société amicale des Périgourdins de Paris.

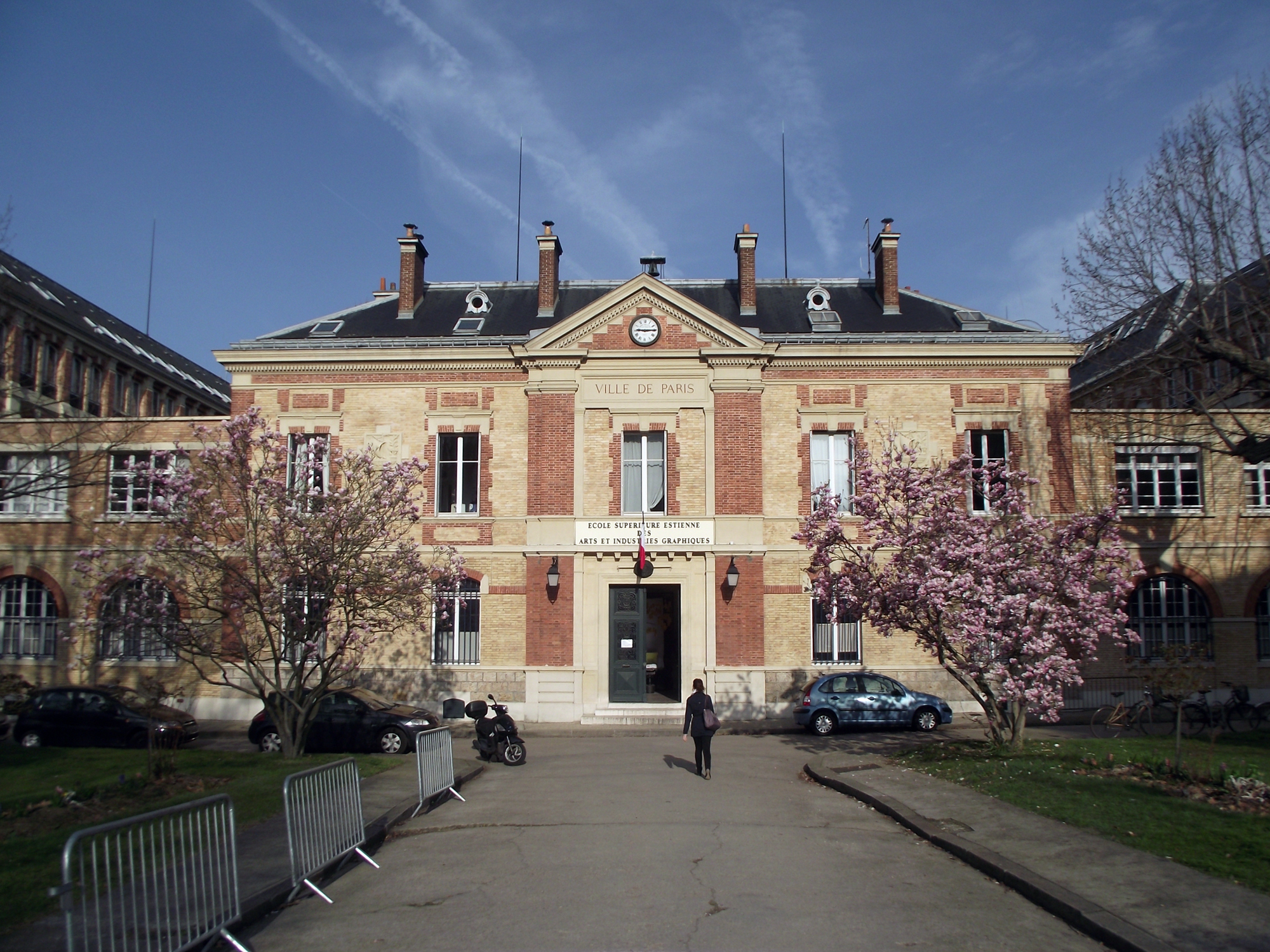
École Estienne, Paris.

Il expose, dès 1932, en Périgord et à Arcachon, mais ses vrais débuts se situent en 1935, où il présente au Salon des artistes français une œuvre intitulée Paysage du Périgord, qui sera achetée par la ville de Paris. Il est en 1939 invité d’honneur à la foire internationale de New York. Après une interruption due à la Seconde Guerre mondiale et à une période de captivité en Allemagne dont il rapporte plus de 2 000 dessins, il reprend une activité de peintre indépendant. Il enseigne l’art graphique à l’école Estienne de 1951 à 1976.
Aux achats officiels, dont le premier date de 1935, s’ajoutent de nombreux prix (dont le prix de Venise en 1948, et le prix Puvis-de-Chavannes pour l'ensemble de son œuvre en 1993).
En 1947, il obtient une bourse de voyage de l'Etat pour aller en Tunisie. Il y dessine et peint des paysages et scènes typiques de la vie en ville, dans les villages et le désert.
En 1948, il obtient le Prix de Venise en même temps que les peintres Baron-Renouard, Georges Dayez et Camille Hilaire. Il passe six mois à peindre et dessiner en s'imprégnant de l'atmosphère de la ville et des leçons des maitres italiens.
En 1949, pour le Festival de Cannes, il réalise les quinze programmes avec pour chacun en couverture une aquarelle inspirée par "La petite histoire du cinéma" de Roger Leenhardt. En 1964, il réalise à la demande du directeur de l'Opéra de Nice, les maquettes des costumes de Falstaff (opéra) de Giuseppe Verdi  et les décors des Les Noces de Figaro de Mozart. Quatre-viingt de ces maquttes ont été acquises par la Bibliothèque de l'Arsenal (Fonds Röndel du Théâtre).
En 1967, il co-fonde avec Andrée Bordeaux-Le Pecq le groupe "Art & Prospective" issu du Salon Comparaisons. Ils voulaient être une brigade mobile des arts. La même année, il est invité par le général André Zeller à visiter les usines de l'Aérospatiale à Toulouse. il y réalise des deiins et des photos documentaires du Concorde (avion) en construction. Il réalisera par la suite à l'aide de ces relevés et photographies, de grandes gouaches et huiles sur toile. L'une sera exposée à Paris, en Angleterre et au Japon, à Osaka. Cette toile décorait le bureau du Commissaire Général du pavillon Français pendant l'Exposition universelle de 1970. Une autre oeuvre représentant le concorde en construction a été acquise par la ville de L'Isle-Adam.
Il a participé à de nombreux salons (comme les Salons d’automne du Grand Palais et les Salons de la Société nationale des beaux-arts, salons dont il est sociétaire, et expose, depuis leur fondation, au Salon Comparaisons et au Salon du dessin et de la peinture à l’eau, dont il devient président en 1976.), et à des expositions de groupe tant en France qu’à l’étranger, notamment lors des expositions universelles : Paris en 1937 (médaille de bronze), New York en 1939 et Osaka en 1970. Il réalise en outre une cinquantaine d’expositions personnelles.
Toujours très attaché à son Périgord natal, il organise dès 1977 en concours avec l'Office du Tourisme et du Conseil général de la Dordogne, une série d'expositions au Château de Bourdeilles et au Château de Puyguilhem (Villars). A la même période il devient Président de la Société des beaux-arts de la Dordogne. Cette dernière perdure et décerne tous les ans un prix "Cluseau-Lanauve".

### Vie privée
Après un bref mariage avec sa marraine de guerre, Jean Cluseau-Lanauve épouse des années plus tard sa compagne de longue date, Paule Lamouret. Celle-ci se consacre entièrement à l’œuvre de son mari, qu’elle admire profondément. Ils n’ont pas d’enfants. En raison de sa nature conviviale et pleine d’entrain — ses amis l'appellent « Clu » —, ils vivent constamment entourés d’amis, dont Roger Bouillot qui écrit : 

« La première chose qui me vient en pensée à propos de mon ami Cluseau-Lanauve, c’est qu’il est homme d’esprit. Il se trouve à la confluence d’une certaine ironie bien parisienne et de cet humour matois propre à son Périgord natal, […] Cluseau-Lanauve fut l’un des piliers du Saint-Germain-des-Prés historique, quand soufflait sur le “village” un air de liberté qui n’eut jamais plus d’équivalent. »

Il meurt d’un cancer en 1997 et est inhumé au cimetière de Saint-Germain-du-Salembre. Sa veuve continue à se consacrer à la préservation de son œuvre.

## Récompenses

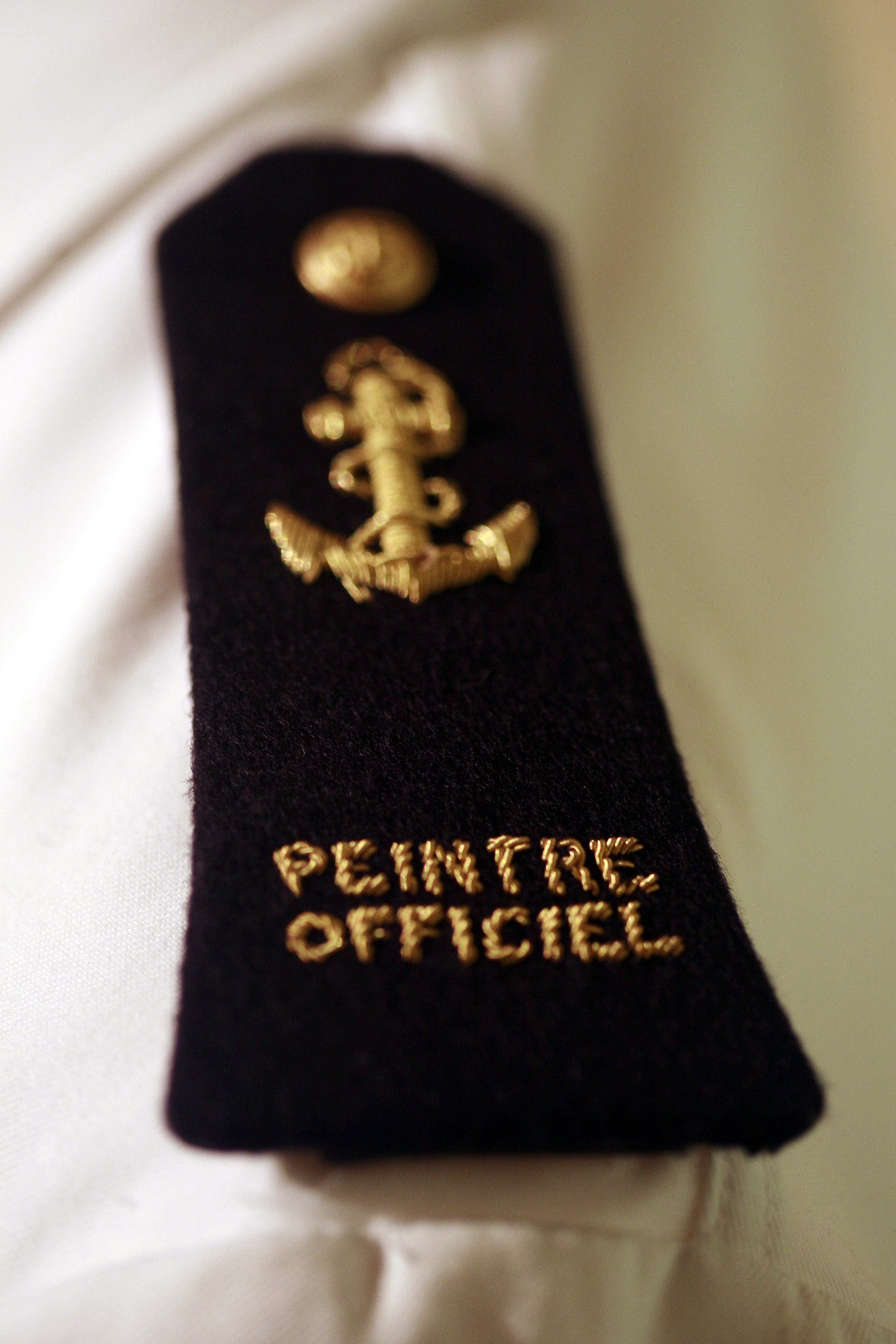
Épaulette de peintre officiel de la Marine

- Prix de Venise, 1948 (en partage avec Camille Hilaire et Georges Dayez)
- Président du Salon du dessin et de la peinture à l'eau, 1976
- Chevalier des Arts et des Lettres, 1987
- Peintre officiel de la Marine, 1989[2]
- Président du onzième Salon d'Automne d'Angers, 1992
- Prix Puvis-de-Chavannes, 1993[2]
- Président d’honneur de la Société des beaux-arts de la Dordogne
- Vice-président de l’Académie des lettres et des arts du Périgord (1976-1986)Un prix Cluseau-Lanauve[12] a été créé en son souvenir.

## Œuvre
Au cours des années, tout en restant figuratif et très personnel, son style évolue vers plus de dépouillement et donne une place prédominante aux jeux de lumières distillés en éclats prismatiques, sur fond de lignes géométriques qui donnent une structure à ses toiles. Quoique inspiré initialement par les mouvements fauve et cubiste, il aspire à développer un style personnel. Ses toiles sont réalisées en atelier, à partir d'esquisses faites d’après nature. Ses sujets varient de peintures de femmes et d’intérieurs à des scènes de rue et des paysages, en particulier des marines.[réf. nécessaire]

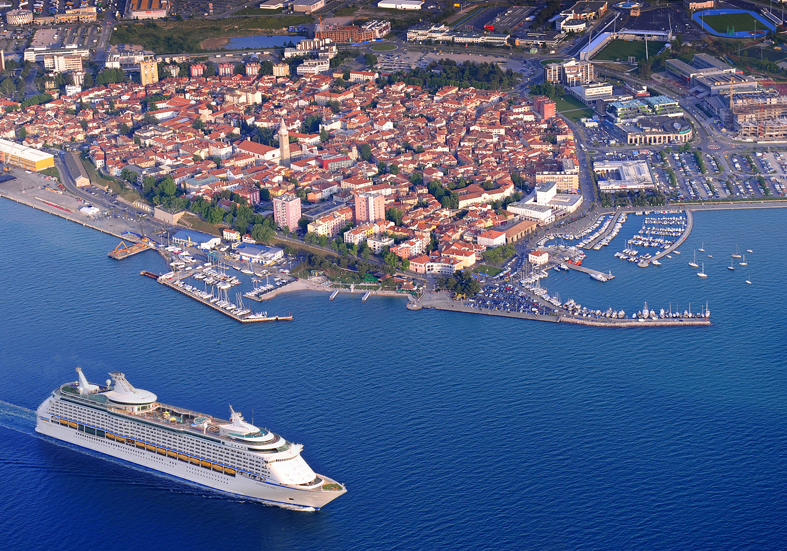
Koper (Slovénie)

De nombreux voyages — en Tunisie (grâce à une bourse de voyage de l’État en 1947), à Venise (prix de Venise 1948), en Méditerranée (sur les bâtiments de la Marine nationale en 1953 et 1954), à l'île de La Réunion (1972 et 1973), dans les fjords de Norvège, en Hollande, en Yougoslavie (en 1959, 1965 et 1968, où il séjourne chez le consul général d’Italie à Koper en Slovénie), en Turquie (1982 et 1984) et au Proche-Orient — enrichissent ses sources d’inspiration et sa palette de couleurs, qui s’éclaircit au cours de 60 ans de carrière. Ses toiles sont vibrantes et reflètent énergie et amour de la vie.

### Illustrations
- Jacques-René Burin, Visages du Stalag, 57 illustrations de Jean-Cluseau-Lanauve, 1 000 exemplaires numérotés, éditions Arc-en-ciel, 1943
- Jean Racine (préface d'André Rolland de Renéville), Le Paysage ou Promenade de Port-Royal des Champs, lithographies originales de Jean Cluseau-Lanauve, 264 exemplaires numérotés, presse à bras d'Edmond Desjobert, 1943
- Récits de prisonniers : Jacques-René Burin, Le médaillon ; Albert Chamoy, Mes métiers ; Cousteau, Le premier Noël au Kommando ; illustrations de Jean-Cluseau-Lanauve, Roland Forgues et J.-P. Veber, Comité de la presse parisienne pour l'aide aux prisonniers et à leurs familles, 1944
- Brantôme, Rémy Belleau, Amadis Jamyn, Olivier de Magny, Jacques Tahureau, Jean-Antoine de Baïf, Louise Labé, Guy de Tours, Étienne Jodelle, Pontus de Tyard, Pierre de Ronsard et Joachim du Bellay, Sonnets à l'âme, 32 lithographies originales et 4 vignettes gravées sur bois par Jacques Cluseau-Lanauve, éditions Aux Deux Colombes, 1945
- Blaise Pascal, Discours sur les passions de l'amour, bois originaux de Jean-Cluseau-Lanauve, La Bonne compagnie, Paris, 1947
- Jean Giono, Œuvres, 10 volumes, illustrations hors texte de Louis Berthomme Saint-André, Alain Bonnefoit, Maurice Boitel, Jacques Van den Bussche, Jannick Caron, Jean Carzou, Jean Cluseau-Lanauve, Jean Commère, André Dunoyer de Segonzac, Jean Le Guennec, Charles Guillaud, Pierre Lelong, Daniel Lourradour, Serge Markó, Jacques Pecnard, Gaston Sébire, Aimé Daniel Steinlen et Jean-Baptiste Valadié, 1.750 exemplaires numérotés, éditions Pierre de Tartas, Bièvres / Gallimard, 1974-1975
- Dessins de couvertures aux Éditions du Scorpion pour Boris Vian et Raymond Queneau

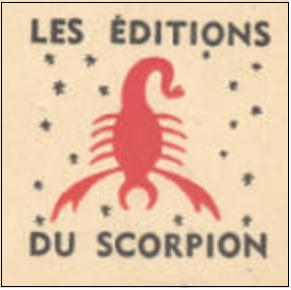
Illustration de la maison d'édition du Scorpion, réalisée par Jean Cluseau-Lanauve.

### Théâtre
Il réalise des panneaux décoratifs et des décors d'opéra (Falstaff, et Les Noces de Figaro,, en 1965).

## Expositions

### Expositions personnelles
- Galerie du Club de France, 1942
- Galerie Claude, Paris, 1946
- Galerie de Seine, Paris, 1946
- Galerie Selections, Tunis, 1947

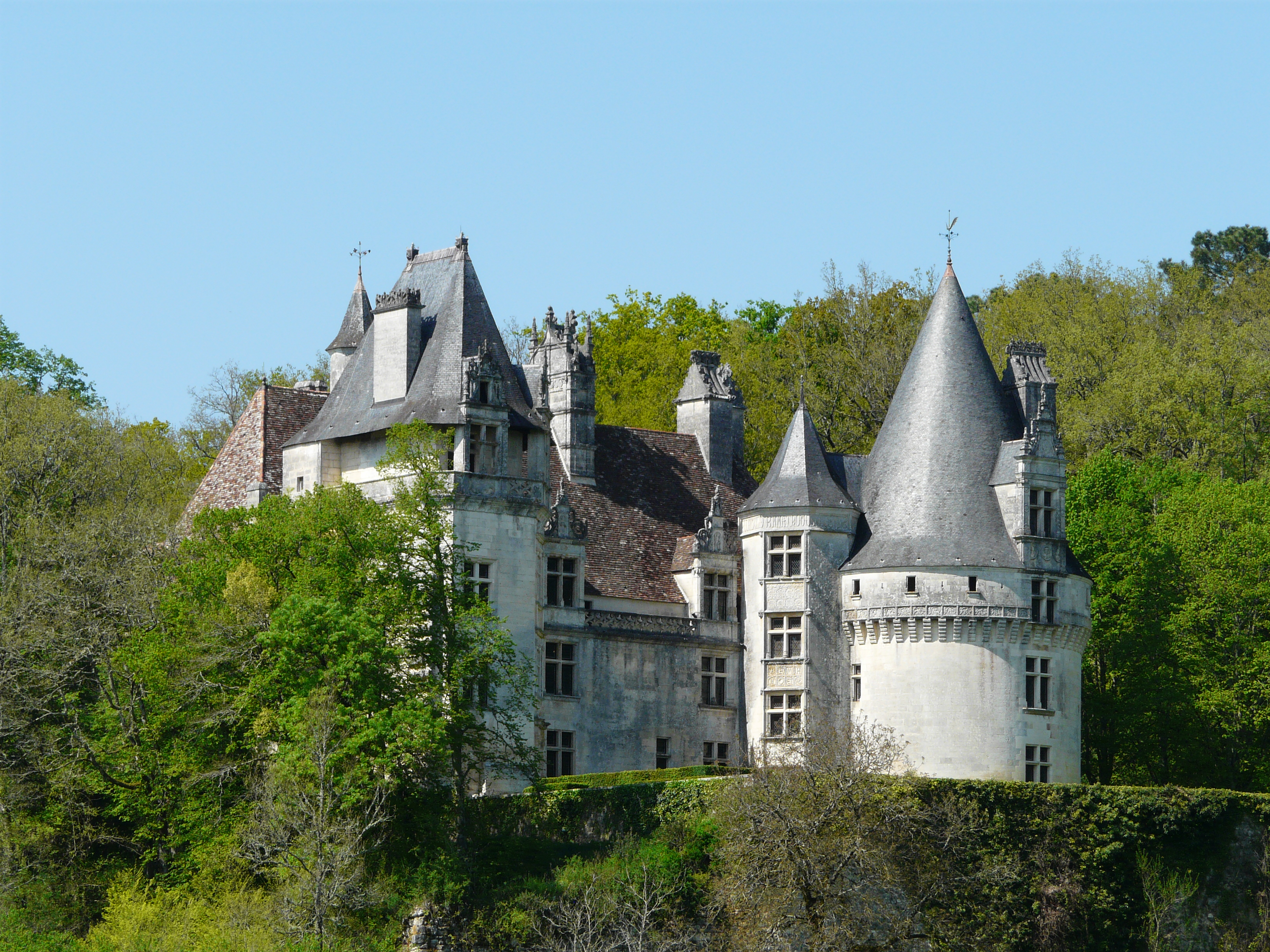
Château de Puyguilhem (Villars).

- École polytechnique (France), Paris, 1962
- Galerie de la Proue, Rennes, 1963 puis 1966 et 1968
- Crocker Galleria, San Francisco, 1971
- Estel Galery, Tokyo, 1971
- Palais des Fêtes, Périgueux, 1979, 1982, 1985 et 1987
- « Cluseau-Lanauve - peintures - aquarelles », Englesqueville-en-Auge, 1988
- « Cluseau-Lanauve - Hommage au Périgord, cinquante ans de peinture », château de Puyguilhem, Villars (Dordogne), 1990
- Hôtel de la Marine, exposition de 26 oeuvres du peintre de la Marine Jean Cluseau-Lanauve, 1990
- « Cluseau-Lanauve - Soixante ans d'atelier dans le 6e », mairie du 6e arrondissement, Paris, 1996
- Galerie Latitudes 27, rue Saint-Dominique, Paris, 1999[16]
- Galerie Les Calades, Avignon, 1999
- « Cluseau-Lanauve - Œuvres choisies, 1933-1993 », galerie Chrystel Anthéo, Meyrals, 2003
- « Hommage à Jean Cluseau-Lanauve », mairie du 6e arrondissement, Paris, 2012
- « Jean Cluseau-Lanauve (1914-1997) - Dessins et estampes », musée du pays d'Ussel et La Grange, Ussel, juillet-août 2014[17]

### Expositions collectives
- Salon des artistes français, Paris, de 1933 à 1939 (deuxième médaille en 1935)[2]
- Exposition universelle, Paris, 1937[2]
- Exposition universelle, New York, Jean Cluseau-Lanauve invité d'honneur, 1939-1940[18]
- Salon d'automne, Paris, sociétaire en 1946[19]
- Salon du dessin et de la peinture à l'eau, Paris, à partir de la création du salon en 1954[2]
- Salon Comparaisons, Paris, à partir de la création du salon en 1956[2]
- 1er Salon Biarritz - San Sebastián - École de Paris, peinture, sculpture, casino de Biarritz et Musée San Telmo de Saint-Sébastien (Espagne), juillet-septembre 1965[20]Jean Cluseau-Lanauve à l'atelier devant son chevalet[21].

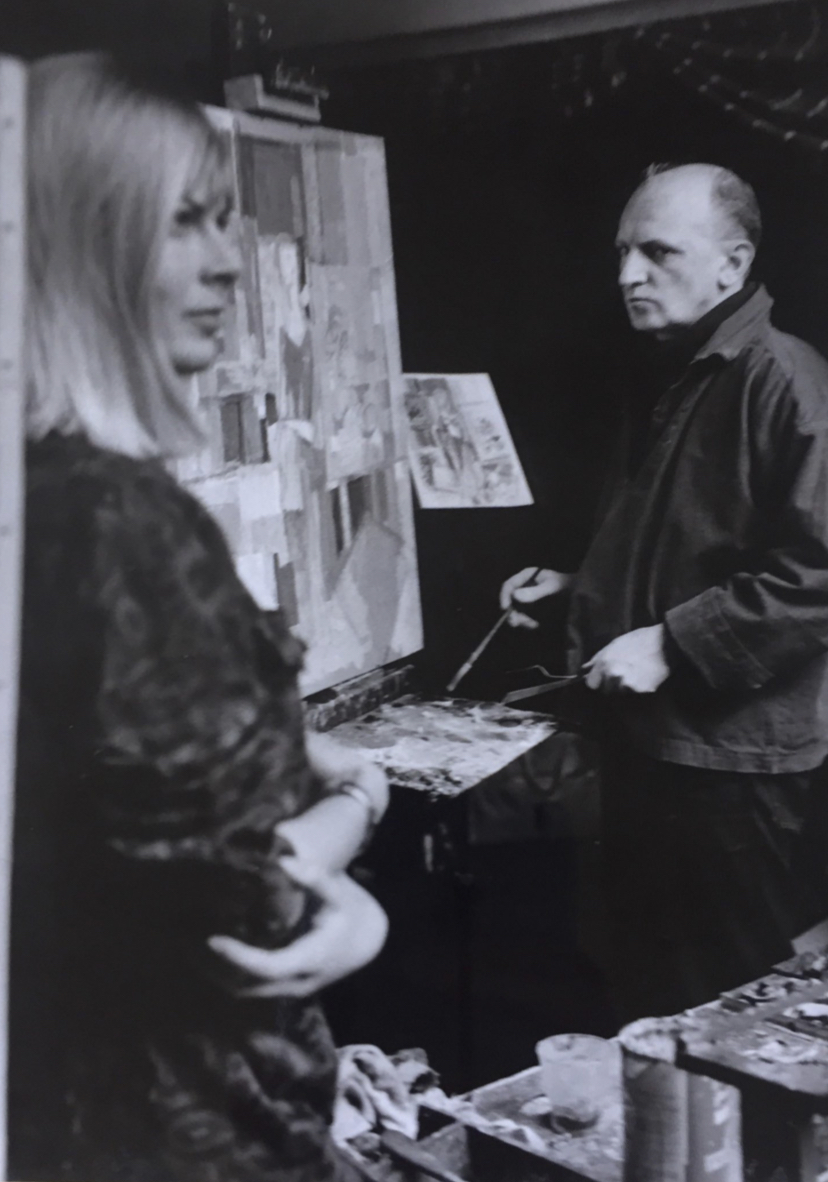
Jean Cluseau-Lanauve à l'atelier devant son chevalet.

- Exposition universelle, Suita (Osaka, Japon), Jean Cluseau-Lanauve invité d'honneur, 1970[18]
- Première exposition internationale des arts de Téhéran, Centre des expositions internationales, Téhéran, décembre 1974 - janvier 1975[22]
- Jean Cluseau-Lanauve, Jean Dannet, Geneviève Gavrel…, Galerie Vendôme, Paris, septembre-octobre 1975
- Les maîtres de la Galerie Vendôme - Jean Cluseau-Lanauve, Jef Friboulet, Jean-Pierre Pophillat, Robert G. Schmidt…, Galerie Vendôme, Paris, 1976
- Jean Cluseau-Lanauve, Daniel du Janerand, Jean Even, Ginette Rapp, Charles Badoisel…, Galerie MD, Angers, 1980
- Salon du dessin et de la peinture à l'eau, Grand Palais (Paris), exposition monographique en hommage à son oeuvre dessiné, 1990
- Salon d'automne, Grand Palais (Paris), exposition monographique en hommage à son oeuvre peint, 1990
- « Sept peintres en Périgord », Le Domaine perdu, Meyrals, 1993
- « Hommage à Jean Cluseau-Lanauve », Salon d'Angers, 1997
- « Brest 1996 », Maison de la fontaine, Brest, 1998[23]
- « Artistes et présidents - Jean Commère, Antoniucci Volti, Édouard Georges Mac-Avoy, Jean Carzou, Roger Chapelain-Midy, André Hambourg, Jean-Pierre Alaux, Arnaud d'Hauterives, Gaston Sébire, Jean Cluseau-Lanauve… », salle Chemellier, Angers, octobre-novembre 1998[24]
- « Hommage à Jean Cluseau-Lanauve », Salon de la Marine, Musée national de la Marine, Paris, 1998[25]
- "Cubistes en Périgord", Périgueux, Exposition du 28 mai au 4 septembre 2022 à la Galerie Mathias

## Réception critique
« Des toiles attachées au réel et toujours solidement, harmonieusement rythmées par un peintre qui est aussi un graveur consommé, illustrateur de plusieurs ouvrages, et qui préside le Salon annuel du dessin et de la peinture à l'eau. »

— Gérald Schurr

« Un coin d'atelier par M. Cluseau-Lanauve montrant un modèle rajustant sa pantoufle, tandis qu'une jeune femme disparait derrière un rideau, se présente avec une fraicheur d'accent rare en cette réunion. »

— René-Jean, LE TEMPS, édition du 2-3 mai 1937

« Il recherche des neuves harmonies dans la réalité. Il a souvent peint des paysages de son Périgord d'origine, et aime aussi travailler en Hollande, Bretagne, Provence, sur le bassin d'Arcachon. Dans des compositions animées, il sait faure vivre les scènes typiques de l'animation urbaine, les fêtes et les carnavals. Ses peintures sont construites selon une souple rigueur qu'il tient d'une tradition postcubiste ayant son origine autour de Jacques Villon. »

— Jacques Busse

« La maîtrise et la recherche qui vont de pair avec cet accomplissement lui permettent, dans l'esprit d'André Lhote, de soumettre son emploi des couleurs aux ordres qu'il impose à ses toiles. C'est que Cluseau-Lanauve, sur la base de thèmes figuratifs, ne cesse de fabriquer un autre monde dont il crée et révèle à la fois les lignes de force. C'est alors que ses verticalités, ses plans, ses rapports de surfaces et de tons, font surgir, entre des sujets différents qui peuvent être une pinède et un passage à niveau, d'éclatantes parentés : une réussite répétée par laquelle, sans avoir appartenu à un courant, il démontre, par son ardeur rigoureuse, combien il assure une forte synthèse entre plusieurs des plus marquantes inspirations de l'art pictural. »

— Marlène Bélorgey

« L'oeuvre de Cluseau-Lanauve s'inscrit dans la continuité d'une tradition de la peinture française. Celle issue d'une fréquentation assidue de la nature et de l'enseignement puisé dans les musées. L'école de la vie a complété son engagement pictural. Un demi-siècle révolu de création plastique au cours duquel Cluseau-Lanauve a développé et approfondi sa quête d'une synthèse forme et couleur.

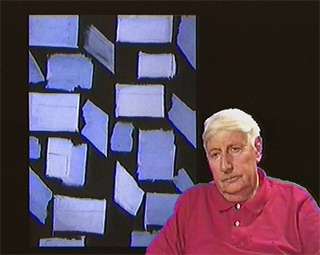
Jacques Busse.

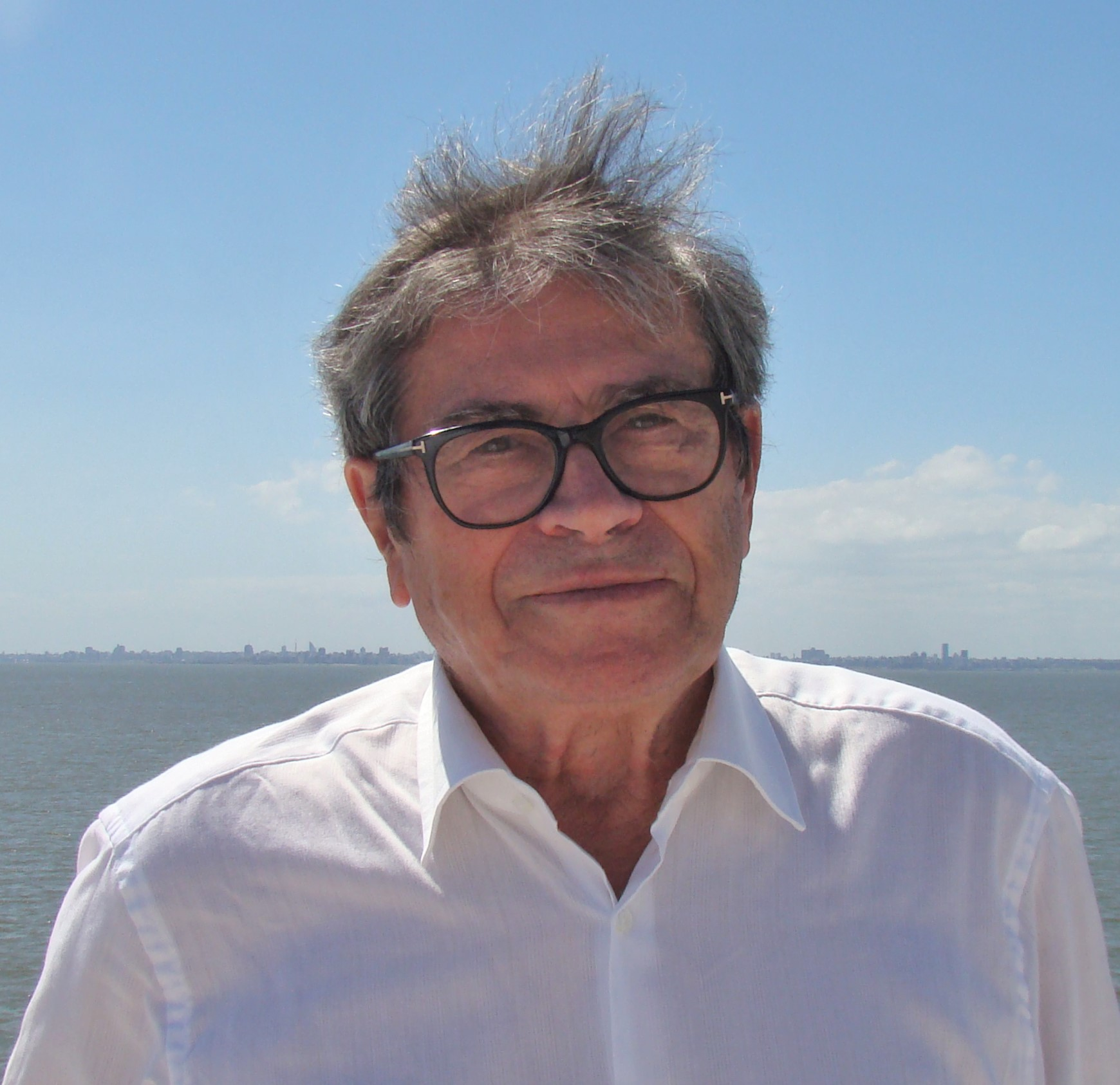
François Bellec.

La forme qui va de soi parce que corps vibrant de la composition qui se nourrit de ce sensible que sont les valeurs et leurs rapports qui se modifient selon la lumière mais aussi le sentiment du peintre. Un amour de la vie célébré dans l'équilibre et l'harmonie des lignes associées aux accords délicats de sa palette comme uniques sources de la vraie peinture. »

— Lydia Harambourg, de l'Académie des beaux-arts de l'Institut de France

« Jean Cluseau-Lanauve devait être interpellé par le carnaval de Venise, puisque sa peinture était divisée et aussitôt reconstruite, structurée, à l'instar de la foule des masques, faite et defaite selon un déterminisme secret. Il composa en effet plusieurs tableaux sur ce thème, explicitant merveilleusement Jean Cocteau : "Où vit-on tant de ronds, de carrés, d'ovales, de losanges ? »

— François Bellec, de l'Académie de Marine

## Collections

### Collections publiques

#### France
Près de deux cents œuvres figurent dans des collections de l’État et de la ville de Paris, ainsi que dans des musées :
- Les Baux-de-Provence
- Bergerac, musée du tabac
- Brest, Amirauté de Brest, Jonque, huile sur toile, 1992[23]
- Gien, musée de la chasse (château)

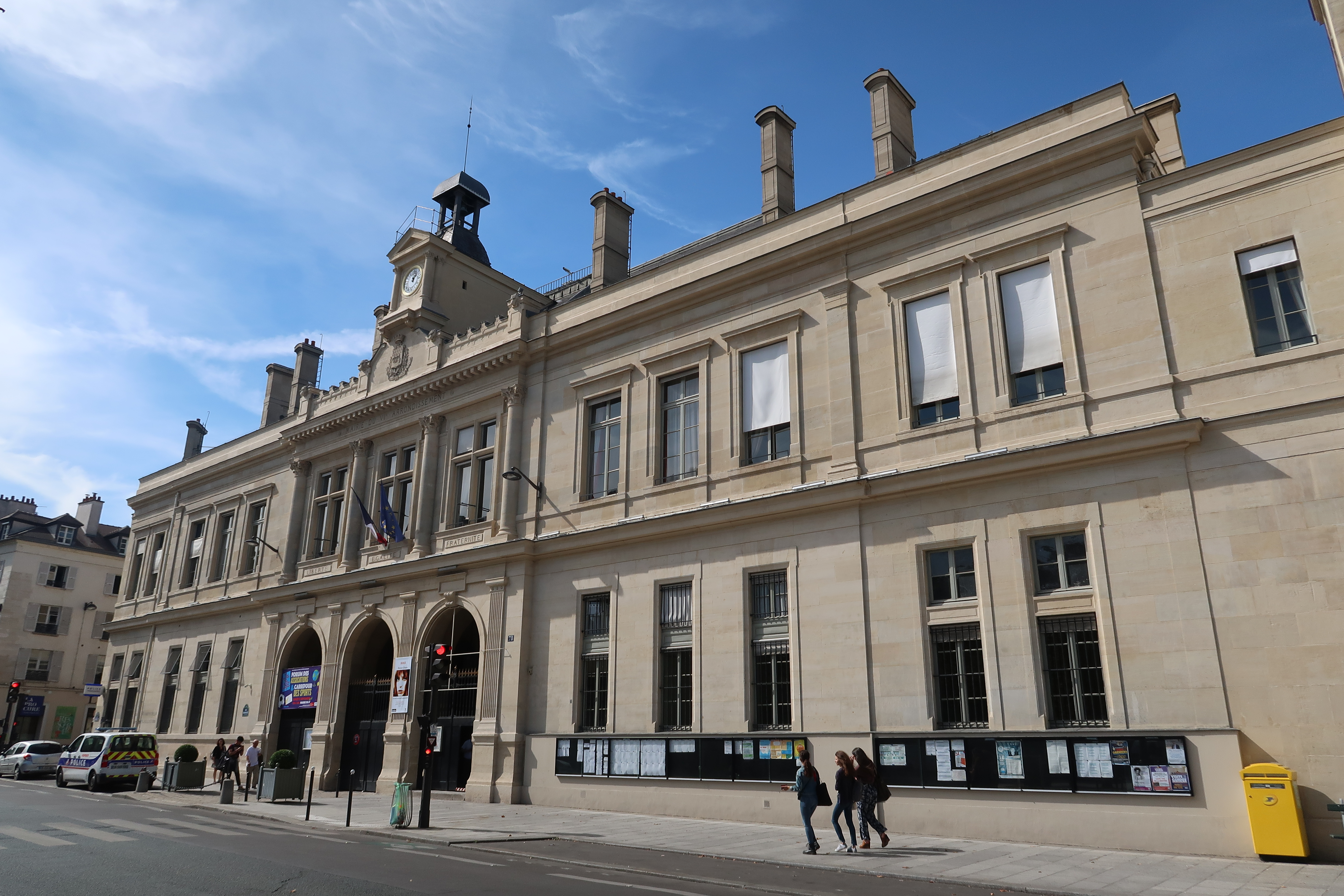
Mairie du 6e arrondissement de Paris.

- Mairie du 6e arrondissement de Paris.Honfleur, musée Eugène-Boudin (legs André Hambourg)
- Paris :

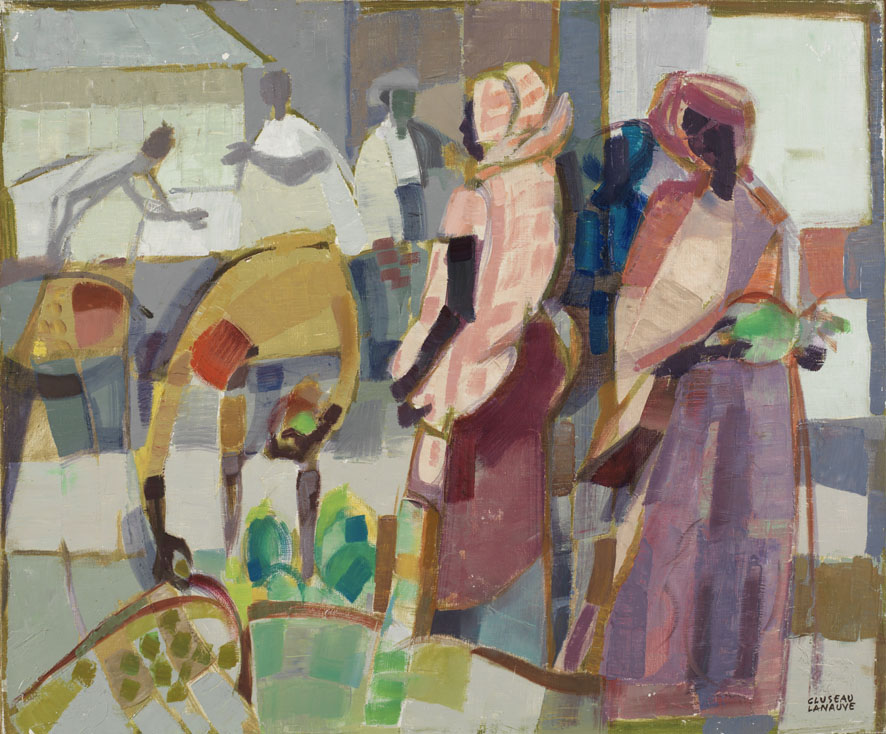
Le marché indien. Huile sur toile signée en bas à droite. Contresignée, datée 1973 et titrée au dos.

  - Le marché indien. Huile sur toile signée en bas à droite. Contresignée, datée 1973 et titrée au dos. 46 × 55 cmDépartement des estampes et de la photographie de la Bibliothèque nationale de France
  - Musée d'art moderne de la ville de Paris
  - Musée national de la Marine
  - Musée de la Poste
  - Musée de l'Armée, hôtel des Invalides, Exode - La brouette et Exode - La charrette, deux dessins à l'encre de Chine[28]
- Périgueux, musée d'Art et d'Archéologie du Périgord, Château en Périgord, huile sur toile, 1975[29]
- Puteaux, Fonds national d'art contemporain :
  - Sept dessins de guerre[30]
  - Poste de guet, plume et lavis d'encre de Chine 32 × 24 cm, février 1940, en dépôt au Musée de la guerre du château de Vincennes[31]
  - Poste de D.C.A. (Ardennes), plume et lavis d'encre de Chine 24 × 30 cm, mai 1940, en dépôt au Musée de la guerre du château de Vincennes[32]
- Saint-Denis (La Réunion), musée Léon-Dierx, Le marché indien, huile sur toile 46 × 55 cm, 1973[33]
- Saint-Tropez, musée de la Citadelle
- Sceaux, musée du Domaine départemental de Sceaux
- Villeneuve-sur-Lot, musée Gaston-Rapin
- D’autres toiles se trouvent dans les préfectures d’Arcachon, de Périgueux et de Limoges et dans les mairies d’Arcachon, d’Angers, de Sablé, de Saumur, de L’Isle-Adam, des Eyzies, ainsi que dans la mairie du 6e arrondissement à Paris, où il résidait.

#### Autres pays
Des œuvres de Jean-Cluseau-Lanauve ont été acquises par des musées aux États-Unis, au Brésil (musée d'art de São Paulo), en Serbie (musée J.N.A., forteresse de Belgrade), au Danemark (Fondation Carlsberg), au Japon (musée d'art (en) de Matsuyama), ainsi que dans de nombreuses collections publiques et privées, parmi lesquelles l’ambassade d’Italie auprès des Nations unies à Vienne.

### Collections privées
- Jef Friboulet, Yport, Ciel aux nuages noirs, huile sur toile[34]

## Élèves
- Dan Jacobson